# Kat Sadler
Kat Sadler är en brittisk skådespelare och manusförfattare.
Sadler har bland annat skrivit manus till i TV-serien Mel Giedroyc: Unforgivable. Hon har även skapat, skrivit manus och spelat huvudrollen i Such Brave Girls.

## Filmografi (i urval)
- 2022 – Mel Giedroyc: Unforgivable (TV-serie)
- 2023 – Such Brave Girls (TV-serie) skapare, manus, huvudroll